# The ReVe Festival 2022 – Birthday
The ReVe Festival 2022 – Birthday è il dodicesimo EP in lingua coreana (quattordicesimo complessivo)  del girl group sudcoreano Red Velvet, pubblicato nel 2022.

## Tracce
1. Birthday – 3:36
2. Bye Bye – 3:16
3. On a Ride (롤러코스터?, Rolleo KoseuteoLR, lit. Rollercoaster) – 3:19
4. Zoom – 3:04
5. Celebrate – 2:44

## Classifiche

### Classifiche settimanali
| Classifica (2022–23) | Posizione massima |
| -------------------- | ----------------- |
| Corea del Sud        | 2                 |
| Giappone             | 16                |

### Classifiche di fine anno
| Classifica (2022) | Posizione |
| ----------------- | --------- |
| Corea del Sud     | 23        |